# Strada Statale 62 della Cisa
Die Strada Statale 62 (kurz SS 62) ist eine italienische Staatsstraße, die 1928 zwischen Sarzana (Ligurien) und Verona (Venetien) festgelegt wurde.
Sie geht zurück auf die 1923 festgelegte Strada nazionale 51, sowie einem kleinen Teilabschnitt der Strada nazionale 14 (Mantova - Verona). Wegen ihrer Führung über den Passo della Cisa erhielt die SS 62 den namentlichen Titel della Cisa. Ihre Länge betrug 220 Kilometer. 2001 wurde sie zwischen Parma und Verona zu Provinzstraße bzw. Regionalstraße herabgestuft. Um den Ort Collecchio wurde eine westliche und nördliche Umgehung gebaut, auf die die SS 62 gelegt wurde. Nördlich von Santo Stefano di Magra zweigt die unmittelbar über den Fluss Magra führende SP 70 ab, deren Brücke am 8. April 2020 wegen Baumängel einstürzte.